# Uranophora lisita
Uranophora lisita là một loài bướm đêm thuộc phân họ Arctiinae, họ Erebidae.